# Риџфилд Парк (Њу Џерзи)
Риџфилд Парк (енгл. Ridgefield Park) град је у америчкој савезној држави Њу Џерзи.

## Демографија
По попису из 2010. године број становника је 12.729, што је 144 (-1,1%) становника мање него 2000. године.
| Група             | 2000.         | 2010.         |
| Белци             | 8.338 (64,8%) | 5.882 (46,2%) |
| Афроамериканци    | 528 (4,1%)    | 815 (6,4%)    |
| Азијати           | 1.011 (7,9%)  | 1.461 (11,5%) |
| Хиспаноамериканци | 2.863 (22,2%) | 4.605 (36,2%) |
| Укупно            | 12.873        | 12.729        |